# Ангуо
Ангуо (на китайски: 安國; на пинин: Ānguó) е шанюй на южните хунну, управлявал през 93 – 94 година.

## Живот
Той е син на шанюя Хайлуошъ управлявал до 55 година.
През 93 година Ангуо наследява братовчед си Сиулан Шъджоухоу и управлява като васал на империята Хан. Малко след като заема трона Ангуо влиза в пряк конфликт с китайския наместник Ду Чун, който заговорничи с наследника на трона Шъдзъ. През 94 година Ангуо е убит от един от приближените си и е наследен от племенника си Шъдзъ, който приема името Тинду Шъджоухоу.